# Liste der Flaggen im Zollernalbkreis
Diese Liste beinhaltet alle Flaggen im Zollernalbkreis in Baden-Württemberg, inklusive historischer Flaggen.
In Baden-Württemberg werden zweibahnige Flaggen verliehen, deren Farben den Wappenfarben entsprechen. Dabei wird oft als erste Farbe der Flagge (links vom Betrachter) die Farbe der Wappenfigur und als zweite Farbe die des Wappengrundes genommen. Flaggen, die vor Inkrafttreten der deutschen Gemeindeordnung 1935 geführt wurden, dürfen beibehalten werden, auch wenn diese nicht den heutigen Bestimmungen in Baden-Württemberg entsprechen.

## Zollernalbkreis
| Landkreis       | Flagge | Kommentare |
| Zollernalbkreis |        | Wappen am 2. August 1974 vom Innenministerium verliehen: „In gespaltenem Schild vorne von Silber (Weiß) und Schwarz geviert, hinten in Gold (Gelb) drei liegende schwarze Hirschstangen übereinander.“ Flagge: Schwarz-Weiß-Gelb. |

## Flaggen der Städte im Zollernalbkreis
| Stadt       | Flagge | Kommentare |
| Albstadt    |        | Wappen und Flagge am 27. April 1976 vom Regierungspräsidium Tübingen verliehen: „Unter goldenem (gelbem) Schildhaupt, darin eine rechtshin liegende schwarze Hirschstange, in Blau eine silberne (weiße) Silberdistelblüte, von der strahlenförmig sechs silberne (weiße) Distelblätter ausgehen.“ Flagge: Weiß-Blau.                                                                           |
| Balingen    |        | Zollerisches Wappen in Siegelabdrücken seit 1320 belegt, Hirschstange seit dem späten 15. Jahrhundert vereinzelt hinzugefügt. Heutige Gestaltung nach 1535. Flagge seit 1922 belegt, mit dem Wappen am 18. Juni 1975 vom Innenministerium verliehen: „Unter goldenem (gelbem) Schildhaupt, darin eine schwarze Hirschstange, von Silber (Weiß) und Schwarz geviert.“ Flagge: Schwarz-Weiß-Gelb. |
| Burladingen |        | Gekreuzte Schlüssel zuerst in einem Siegel aus 1702. Flagge am 1. Juni 1956 vom Innenministerium verliehen: „In Schwarz zwei schräg gekreuzte silberne (weiße) Schlüssel (Bärte oben abgewendet).“ Flagge: Weiß-Schwarz. |
| Geislingen  |        | Wappen im Jahre 1927 mit Beratung der Archivdirektion Stuttgart festgelegt. Flagge am 24. Mai 1982 vom Landratsamt verliehen: „Unter silbernem (weißem) Schildhaupt in Rot zwei silberne (weiße) Zickzackbalken.“ Flagge: Weiß-Rot. |
| Haigerloch  |        | Hohenbergisches Wappen in Siegelabdrücken seit 1321 belegt. Wappen und Flagge am 11. Mai 1976 vom Landratsamt verliehen: „Von Silber (Weiß) und Rot geteilter Schild.“ Flagge: Weiß-Rot. |
| Hechingen   |        | Zollerisches Wappen in Siegelabdrücken seit 1318 belegt: „Von Silber (Weiß) und Schwarz gevierter Schild.“ Flagge: Von Weiß und Schwarz (Silber und Schwarz) geviert. |
| Meßstetten  |        | Wappen des Hans von Meßstetten in einem Dienstsiegel aus 1930. Wappen am 27. März 1950 vom Innenministerium Württemberg-Hohenzollern, Flagge am 25. Januar 1958 vom Innenministerium Baden-Württemberg verliehen: „In Rot ein silberner (weißer) Becher.“ Flagge: Weiß-Rot. |
| Rosenfeld   |        | Wappen in Siegelabdrücken seit 1372 belegt, mit der Flagge am 11. Mai 1976 vom Landratsamt Zollernalbkreis verliehen: „In Rot eine fünfblättrige, golden (gelb) besamte silberne (weiße) Rose mit grünen Kelchblättern.“ Flagge: Weiß-Rot. |
| Schömberg   |        | Hohenbergisches Wappen in Siegelabdrücken seit 1278 belegt, Hirschstange nach 1805 hinzugefügt. Wappen und Flagge am 1. Oktober 1976 vom Landratsamt verliehen: „In von Silber (Weiß) und Rot geteiltem Schild oben eine liegende schwarze Hirschstange.“ Flagge: Weiß-Rot. |

## Flaggen der Gemeinden im Zollernalbkreis
| Gemeinde                | Flagge | Kommentare |
| Bisingen                |        | Wappen am 14. September 1953 von der vorläufigen Regierung, Flagge am 30. Juni 1982 vom Landratsamt verliehen: „In gespaltenem Schild vorne in Rot eine goldene (gelbe) Mitra, hinten in Gold (Gelb) ein halbes rotes Zahnrad am Spalt.“ Flagge: Gelb-Rot. |
| Bitz                    |        | Wappen am 17. April 1958 vom Innenministerium, Flagge am 8. Mai 1951 vom Staatsministerium Württemberg-Hohenzollern verliehen: „Unter goldenem (gelbem) Schildhaupt, darin eine schwarze Hirschstange, in Blau ein silberner (weißer) Adlerflügel.“ Flagge: Blau-Weiß. |
| Dautmergen              |        | |
| Dormettingen            |        | Schräggekreuzte Rechen über gestürzter Pflugschar in Schultheißenamtssiegel aus dem 19. Jahrhundert. Wappen am 16. Mai 1950 vom Innenministerium, Flagge am 23. August 1982 vom Landratsamt Zollernalbkreis verliehen: „In Rot zwei schräg gekreuzte silberne (weiße) Rechen (Stiel unten).“ Flagge: Weiß-Rot.                                                                                       |
| Dotternhausen           |        | |
| Grosselfingen           |        | Wappen am 13. Januar 1949 vom Innenministerium Württemberg-Hohenzollern, Flagge am 30. Juni 1982 vom Landratsamt verliehen: „In einem von Silber (Weiß) und Schwarz gevierten Schild im ersten Feld zwei rote Zickzackbalken, im vierten Feld eine blaue Taube auf blauem Nest sitzend.“ Flagge: Weiß-Schwarz.                                                                                       |
| Hausen am Tann          |        | Wappen am 13. Februar 1950 vom Innenministerium Württemberg-Hohenzollern, Flagge am 31. März 1982 vom Landratsamt verliehen: „In Blau zwei schräglinke silberne (weiße) Dietriche (Wolfsfangeisen) übereinander.“ Flagge: Weiß-Blau. |
| Jungingen               |        | Wappen am 14. August 1937 vom Regierungspräsidenten in Sigmaringen, Flagge am 3. Juli 1967 vom Innenministerium verliehen: „In gespaltenem Schild vorne in Blau eine silberne (weiße) Schere mit offenen halbrunden Griffbügeln, hinten von Silber (Weiß) und Blau geviert.“ Flagge: Weiß-Blau. |
| Nusplingen              |        | Wappen am 16. Mai 1950 vom Innenministerium Württemberg-Hohenzollern, Flagge am 30. August 1967 vom Innenministerium Baden-Württemberg verliehen: „In Rot ein goldener (gelber) Adlerfang.“ Flagge: Gelb-Rot. |
| Obernheim               |        | Wappen am 27. Oktober 1950 vom Innenministerium Württemberg-Hohenzollern, Flagge am 15. Januar 1982 vom Landratsamt verliehen: „In Silber (Weiß) ein blauer Balken.“ Flagge: Blau-Weiß. |
| Rangendingen            |        | Wappen und Flagge am 9. Februar 1970 vom Innenministerium verliehen: „In Gold (Gelb) ein aufgerichteter schwarzer Bär, der in den Vorderpranken einen roten Ast mit drei nach rechts gerichteten grünen Lindenblättern hält.“ Flagge: Rot-Gelb. |
| Ratshausen              |        | Bekränzter Ovalschild mit Maurerkelle im Schultheißenamtssiegel aus dem 19. Jahrhundert. Wappen am 27. März 1950 vom Innenministerium Württemberg-Hohenzollern, Flagge am 21. Mai 1981 vom Landratsamt Zollernalbkreis verliehen: „In Rot eine mit der Spitze nach oben zeigende silberne (weiße) Maurerkelle.“ Flagge: Weiß-Rot.                                                                    |
| Straßberg               |        | Wappen am 26. Juni 1950 vom Innenministerium Württemberg-Hohenzollern, am 17. Juli 1968 vom Innenministerium Baden-Württemberg verliehen: „In gespaltenem Schild vorne in Silber (Weiß) ein durchgehendes rotes Kreuz, hinten in Rot ein silberner (weißer) Henkelkrug.“ Flagge: Rot-Weiß. |
| Weilen unter den Rinnen |        | Österreichischer Bindenschilld im Schultheißenamtssiegel um 1830. Flagge am 4. Juli 1983 vom Landratsamt verliehen: „In Rot ein silberner (weißer) Balken, belegt mit einem achtstrahligen roten Stern zwischen den roten Großbuchstaben V und R.“ Flagge: Weiß-Rot. |
| Winterlingen            |        | 1930 eingeführtes Bürgermeisteramtssiegel zeigte mit bewurzelter, grüner Linde überdecktes Hohenberger Wappen. Heutiges Wappen am 13. Juli 1951 vom Innenministerium Württemberg-Hohenzollern verliehen. Flagge vom alten Wappen abgeleitet: „In gespaltenem Schild vorne von Silber (Weiß) und Rot geteilt, hinten in Gold (Gelb) drei schwarze Hirschstangen übereinander.“ Flagge: Grün-Weiß-Rot. |
| Zimmern unter der Burg  |        | Wappen am 8. Juni 1949 vom Innenministerium Württemberg-Hohenzollern, Flagge am 29. März 1982 vom Landratsamt verliehen: „Mit drei mittleren aufsteigenden Spitzen von Silber (Weiß) und Rot geteilter Schild.“ Flagge: Weiß-Rot. |